# 小行星5136
小行星5136（5136 Baggaley）是一颗绕太阳运转的小行星，为主小行星带小行星。该小行星于1990年10月20日发现。

## 轨道参数
小行星5136的轨道半长轴为3.0202551 UA，离心率为0.115。